# Koganur, Shirhatti
Koganur là một làng thuộc tehsil Shirhatti, huyện Gadag, bang Karnataka, Ấn Độ.